# Lutnik

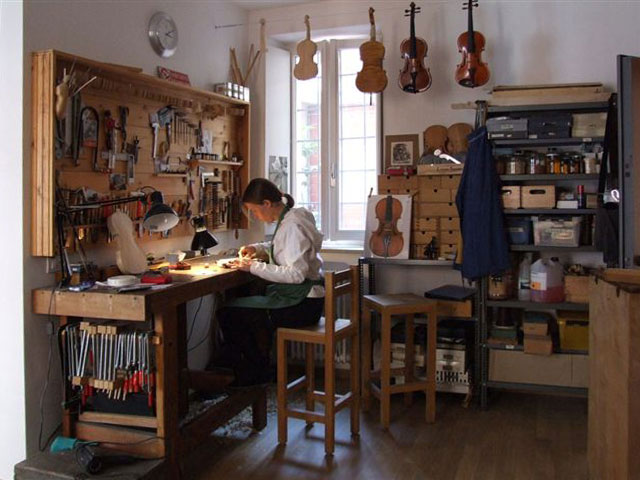
Lutniczka w warsztacie, Cremona, Włochy

Lutnik – rzemieślnik zajmujący się lutnictwem, to znaczy budujący lub naprawiający szyjkowe instrumenty strunowe. Słowo pochodzi od włoskiego „liutajo”, czym pierwotnie określano zajmującego się budowaniem lutni. Niektórzy lutnicy zajmują się renowacją i rekonstrukcją instrumentów smyczkowych, a także korektą smyczków.
Rzemiosło lutnika zwykle dzieli się na dwie kategorie:
1. chordofony szarpane, instrumenty strunowe, które są szarpane lub brzdąkane,
2. instrumenty smyczkowe.

Większość instrumentów szyjkowych jest obecnie wytwarzanych seryjnie, a u lutników zaopatrują się tylko profesjonalni artyści.
W pierwszej kategorii są: bandżo, buzuki, cytra, gitara, harfa, kantele, kitara, kora, koto, lutnia, teorban, kobza, bandura, lira, pipa, mandolina i ukulele.
W drugiej kategorii są: wiolonczela, kontrabas, skrzypce, altówka, sarangi.